# 熔岩猪笼草
熔岩猪笼草（学名：Nepenthes lavicola）是亞齊格勒東山及苏门答腊北部特有的热带食虫植物，海拔分布范围为2000米至2600米。其种加词“lavicola”来源于拉丁文，意为“生长于火山岩上”。其被认为与欣佳浪山猪笼草（N. singalana）和显目猪笼草（N. spectabilis）之间存在着密切的近缘关系。
瑞士植物学家阿尔伯特·弗雷德里希·弗来-威士林在1931年的一篇文章中提到了熔岩猪笼草，其被列为未鉴定的猪笼草属物种。
尚未发现熔岩猪笼草的自然杂交种，也没有任何变型和变种的描述。

## 形态特征
熔岩猪笼草的花序具有非常明显的苞片，雌性花序的基部的苞片可长达7厘米。每个花梗都带两个苞片。

## 相关物种
1996年，安德烈亚斯·维斯图巴和H·里舍（H. Rischer）对熔岩猪笼草、欣佳浪山猪笼草和显目猪笼草的一些形态特征进行了比较。
| 熔岩猪笼草、欣佳浪山猪笼草和显目猪笼草之间形态特征的区别 | |                                                        |                                                    |
| 形态特征                                                 | 熔岩猪笼草                                                                                                 | 欣佳浪山猪笼草                                         | 显目猪笼草                                         |
| 下位笼的形状                                             | 壶状至球状                                                                                                 | 下部为漏斗形，上部为圆柱形                             | 下部为卵形，上半部为圆柱形                         |
| 上位笼的形状                                             | 细长，下部为漏斗形至卵形，中部为葫芦形，略具笼肩，上部为缩小为圆柱形                                       | 下部为漏斗形，中部略呈葫芦形，上部为圆柱形或唇下略缩小 | 下半部为漏斗形，上半部为管状                       |
| 捕虫笼的颜色                                             | 通常为暗棕紫色至黑色，唇为黄绿色，有时具有红色的条纹，偶尔捕虫笼为黄绿色且具有黑色的斑点，其内表面为浅绿色 | 浅绿色至深红色，具有紫罗兰色的斑点或没有               | 浅绿色，具有许多纵向的深紫罗兰色至褐色的条纹和斑点 |
| 笼盖                                                     | 卵形－心形                                                                                                 | 接近圆形，基部为心形                                   | 圆形                                               |
| 笼蔓尾                                                   | 可长达0.5 cm，下位笼的分叉                                                                                 | 约2至3毫米，略平展，不分叉                             | 可长达2厘米，不分叉                                |
| 笼蔓尾的位置                                             | 接近笼盖基部                                                                                               | 接近笼盖                                               | 笼盖基部下5至10毫米                                |
| 苞片                                                     | 非常的突出，常明显过花朵，部分花序下部的苞片可长达数厘米                                                   | 雄性花序具丝状苞片，雌性花序无苞片                     | 具丝状苞片                                         |
| 果荚                                                     | 长为宽的2至3倍，可长达1.8厘米                                                                              | 可长达3厘米                                            | 很细长，长4至5厘米                                 |

## 扩展阅读
- 食虫植物照片搜寻引擎中熔岩猪笼草的照片 （页面存档备份，存于）

 维基共享资源上的相關多媒體資源：熔岩猪笼草
 維基物種上的相關：熔岩猪笼草